# Gretta Pecl
Gretta T. Pecl es una ecóloga marina australiana y directora del Centro de Socioecología Marina de la Universidad de Tasmania. Es una futura becaria del Australian Research Council y forma parte del comité editorial de la sección de Springer Nature sobre Reviews en Fish Biology and Fisheries.

## Biografía
Pecl es de Tasmania. Obtuvo su licenciatura en la Universidad James Cook en 1994. Hizo una disertación sobre Idiosepius pygmaeus. Pecl permaneció en la Universidad James Cook para sus estudios de doctorado, que obtuvo en 2000. Su tesis doctoral se centró en los calamares Sepioteuthis en la costa este de Australia. Consideró la variación en la historia de dos especies de cefalópodos estrechamente relacionadas, a saber, la Sepioteuthis australis y la Sepioteuthis Lessoniana. Su investigación continuó en una beca postdoctoral de la Corporación de Investigación y Desarrollo Pesquero y del Consejo de Investigación de Australia en la Universidad de Tasmania, en la que se examinó el movimiento de Sepioteuthis australis mediante la localización acústica y el análisis de los elementos traza. Su beca examinó los mecanismos fisiológicos y ecológicos que sustentan la redistribución de especies a través de los sistemas marinos.

## Investigación y carrera
Pecl estudia la ecología del cambio climático, en particular, lo que le sucede a la vida silvestre con el calentamiento de los océanos. Ha investigado fundamentalmente las aguas cálidas de la costa de Tasmania. Pecl fundó el proyecto Range Extension Database and Mapping (Redmap), un mapa de colaboración colectiva que recopila avistamientos públicos de peces. Ella fundó el proyecto después de un taller en el que los pescadores le proporcionaron información sobre avistamientos recientes. El proyecto trata de hacer que las personas sean más conscientes del cambio climático a medida que notan cambios repetidos en sus propios entornos. Un equipo de científicos de Australia verifica las fotografías. Redmap recibió el premio Whitely de la Royal Zoological Society of New South Wales en 2010.
Pecl recibió una beca del Programa Fulbright para unirse a la Universidad del Sureste de Alaska, y observó cómo el cambio climático había impactado al cangrejo real rojo. Ese año fue nombrada una de las "Estrellas en ascenso" de la Universidad de Tasmania. Ha formado una Red Internacional Global de Puntos de Acceso Marinos (GMHN) con colegas nacionales e internacionales para conectar a los usuarios y administradores del mar. Pecl estudió cómo la distribución de agua dulce y de las especies terrestres que resulta del cambio climático tiene un efecto sobre el bienestar humano, demostrando cómo los cambios en dicha distribución impactan la salud y la cultura. El impacto humano incluye el turismo y la pesca recreativa, así como amenazas para la salud como la malaria. 
Pecl fue jefa de redacción de Reviews in Fish Biology and Fisheries. Fue elegida miembro del Salón de la Fama de la Sociedad Australiana de Biología de Peces. Fue nombrada Directora del Centro de Socioecología Marina de la Universidad de Tasmania en 2018. El Centro es una colaboración entre la Universidad de Tasmania, el CSIRO y la División Antártica Australiana.

### Publicaciones destacadas
- Pecl, Gretta (2011). «Climate change cascades: Shifts in oceanography, species' ranges and subtidal marine community dynamics in eastern Tasmania». Journal of Experimental Marine Biology and Ecology 400 (1–2): 17-32. doi:10.1016/j.jembe.2011.02.032.
- Pecl, Gretta (2017). «Biodiversity redistribution under climate change: Impacts on ecosystems and human well-being». Science 355 (6332): eaai9214. PMID 28360268. doi:10.1126/science.aai9214.
- Pecl, Gretta (2010). «Long‐term shifts in abundance and distribution of a temperate fish fauna: a response to climate change and fishing practices». Global Ecology and Biogeography 20: 58-72. doi:10.1111/j.1466-8238.2010.00575.x.

Pecl ha escrito para The Conversation.

## Vida personal
Pecl está casada y tiene dos hijos.